# Elezioni parlamentari in Austria del 2017
Le elezioni parlamentari in Austria del 2017 si tennero il 15 ottobre per il rinnovo sia del Nationalrat, il Consiglio nazionale.
In seguito all'esito elettorale, Sebastian Kurz, esponente del Partito Popolare Austriaco, divenne Cancelliere.

## Sondaggi

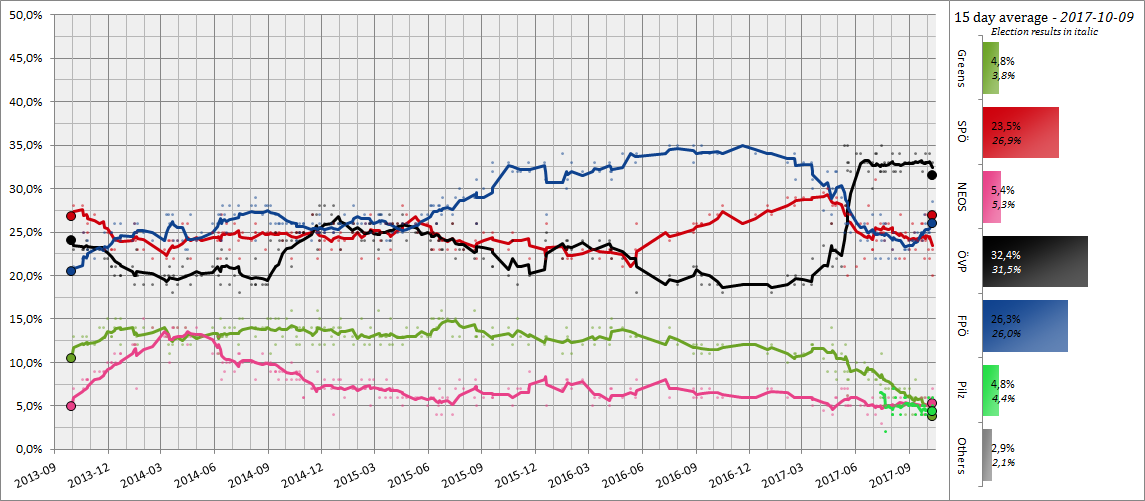
Sondaggi

| Risultati Elezioni 2017                                                          | Data       | SPO                                                                                      | OVP                                                                                      | FPO                                                                                      | Verdi                                                                                    | Neos                                                                                     | Pilz                                                                                     | GILT                                                                                     | Altri                                                                                    | Vantaggio                                                                                |                                                                                          |
| Risultati Elezioni 2017                                                          | 2017-10-15 | 26.9%                                                                                    | 31.5%                                                                                    | 26.0%                                                                                    | 3.8%                                                                                     | 5,3%                                                                                     | 4,4%                                                                                     | 0,9%                                                                                     | 1,3%                                                                                     | 4.6%                                                                                     |                                                                                          |
| Istituto sondaggistica                                                           | Data       | SPO                                                                                      | OVP                                                                                      | FPO                                                                                      | Verdi                                                                                    | Neos                                                                                     | Pilz                                                                                     | GILT                                                                                     | Altri                                                                                    | Vantaggio                                                                                |                                                                                          |
| -------------------------------------------------------------------------------- | ---------- | ---------------------------------------------------------------------------------------- | ---------------------------------------------------------------------------------------- | ---------------------------------------------------------------------------------------- | ---------------------------------------------------------------------------------------- | ---------------------------------------------------------------------------------------- | ---------------------------------------------------------------------------------------- | ---------------------------------------------------------------------------------------- | ---------------------------------------------------------------------------------------- | ---------------------------------------------------------------------------------------- | ---------------------------------------------------------------------------------------- |
| Meinungsraum.at/GMX                                                              | 2017-10-09 | 20                                                                                       | 26.5                                                                                     | 28.5                                                                                     | 4.5                                                                                      | 7                                                                                        | 6                                                                                        | -                                                                                        | 7                                                                                        | 2                                                                                        |                                                                                          |
| Research Affairs/Österreich                                                      | 2017-10-09 | 23                                                                                       | 33                                                                                       | 27                                                                                       | 5                                                                                        | 6                                                                                        | 5                                                                                        | –                                                                                        | 2                                                                                        | 6                                                                                        |                                                                                          |
| OGM/Kurier                                                                       | 2017-10-05 | 27                                                                                       | 33                                                                                       | 25                                                                                       | 4                                                                                        | 5                                                                                        | 4                                                                                        | –                                                                                        | 2                                                                                        | 6                                                                                        |                                                                                          |
| Research Affairs/Österreich                                                      | 2017-10-04 | 22                                                                                       | 34                                                                                       | 27                                                                                       | 5                                                                                        | 6                                                                                        | 4                                                                                        | –                                                                                        | 2                                                                                        | 7                                                                                        |                                                                                          |
| Market/Standard                                                                  | 2017-10-03 | 23                                                                                       | 33                                                                                       | 25                                                                                       | 5                                                                                        | 5                                                                                        | 6                                                                                        | –                                                                                        | 3                                                                                        | 8                                                                                        |                                                                                          |
|                                                                                  | 2017-09-30 | Il segretario SPO Niedermühlbichler si dimette a causa della controversia di Silberstein | Il segretario SPO Niedermühlbichler si dimette a causa della controversia di Silberstein | Il segretario SPO Niedermühlbichler si dimette a causa della controversia di Silberstein | Il segretario SPO Niedermühlbichler si dimette a causa della controversia di Silberstein | Il segretario SPO Niedermühlbichler si dimette a causa della controversia di Silberstein | Il segretario SPO Niedermühlbichler si dimette a causa della controversia di Silberstein | Il segretario SPO Niedermühlbichler si dimette a causa della controversia di Silberstein | Il segretario SPO Niedermühlbichler si dimette a causa della controversia di Silberstein | Il segretario SPO Niedermühlbichler si dimette a causa della controversia di Silberstein | Il segretario SPO Niedermühlbichler si dimette a causa della controversia di Silberstein |
| Unique Research/Heute & ATV Archiviato il 29 settembre 2017 in Internet Archive. | 2017-09-28 | 27                                                                                       | 34                                                                                       | 25                                                                                       | 4                                                                                        | 4                                                                                        | 4                                                                                        | 1                                                                                        | 1                                                                                        | 7                                                                                        |                                                                                          |
| Research Affairs/Österreich                                                      | 2017-09-27 | 24                                                                                       | 33                                                                                       | 26                                                                                       | 5                                                                                        | 6                                                                                        | 4                                                                                        | –                                                                                        | 2                                                                                        | 7                                                                                        |                                                                                          |
| Spectra/OÖN Archiviato il 30 settembre 2017 in Internet Archive.                 | 2017-09-26 | 22                                                                                       | 33                                                                                       | 27                                                                                       | 6                                                                                        | 4                                                                                        | 5                                                                                        | –                                                                                        | 3                                                                                        | 6                                                                                        |                                                                                          |
| Matzka/NEWS                                                                      | 2017-09-22 | 26                                                                                       | 32                                                                                       | 25                                                                                       | 4                                                                                        | 5                                                                                        | 5                                                                                        | –                                                                                        | 3                                                                                        | 6                                                                                        |                                                                                          |
| Unique Research/profil                                                           | 2017-09-22 | 24                                                                                       | 33                                                                                       | 24                                                                                       | 5                                                                                        | 5                                                                                        | 5                                                                                        | 2                                                                                        | 2                                                                                        | 9                                                                                        |                                                                                          |
| OGM/Kurier                                                                       | 2017-09-21 | 26                                                                                       | 33                                                                                       | 25                                                                                       | 5                                                                                        | 5                                                                                        | 4                                                                                        | –                                                                                        | 2                                                                                        | 7                                                                                        |                                                                                          |
| Research Affairs/Österreich                                                      | 2017-09-21 | 24                                                                                       | 33                                                                                       | 25                                                                                       | 6                                                                                        | 6                                                                                        | 4                                                                                        | –                                                                                        | 2                                                                                        | 8                                                                                        |                                                                                          |
| Research Affairs/Österreich                                                      | 2017-09-14 | 24                                                                                       | 33                                                                                       | 25                                                                                       | 5                                                                                        | 5                                                                                        | 5                                                                                        | 1                                                                                        | 2                                                                                        | 8                                                                                        |                                                                                          |
| IMAS/Kronen Zeitung                                                              | 2017-09-11 | 23                                                                                       | 34                                                                                       | 24                                                                                       | 8                                                                                        | 4                                                                                        | 4                                                                                        | –                                                                                        | 3                                                                                        | 10                                                                                       |                                                                                          |
| OGM/Kurier                                                                       | 2017-09-09 | 25                                                                                       | 33                                                                                       | 25                                                                                       | 5                                                                                        | 5                                                                                        | 5                                                                                        | –                                                                                        | 2                                                                                        | 8                                                                                        |                                                                                          |
| Market/Standard                                                                  | 2017-09-06 | 26                                                                                       | 33                                                                                       | 24                                                                                       | 4                                                                                        | 5                                                                                        | 5                                                                                        | –                                                                                        | 3                                                                                        | 7                                                                                        |                                                                                          |
| Research Affairs/Österreich                                                      | 2017-09-06 | 24                                                                                       | 33                                                                                       | 24                                                                                       | 6                                                                                        | 5                                                                                        | 5                                                                                        | 1                                                                                        | 2                                                                                        | 9                                                                                        |                                                                                          |
| Research Affairs/Österreich                                                      | 2017-08-31 | 23                                                                                       | 33                                                                                       | 24                                                                                       | 7                                                                                        | 5                                                                                        | 5                                                                                        | 1                                                                                        | 2                                                                                        | 9                                                                                        |                                                                                          |
| Unique Research/Heute Archiviato il 23 settembre 2017 in Internet Archive.       | 2017-08-30 | 24                                                                                       | 33                                                                                       | 23                                                                                       | 6                                                                                        | 5                                                                                        | 5                                                                                        | 2                                                                                        | 2                                                                                        | 9                                                                                        |                                                                                          |
| Unique Research/profil                                                           | 2017-08-25 | 25                                                                                       | 33                                                                                       | 23                                                                                       | 4                                                                                        | 6                                                                                        | 6                                                                                        | –                                                                                        | 3                                                                                        | 8                                                                                        |                                                                                          |
| Research Affairs/Österreich                                                      | 2017-08-23 | 22                                                                                       | 33                                                                                       | 23                                                                                       | 7                                                                                        | 5                                                                                        | 6                                                                                        | 2                                                                                        | 2                                                                                        | 10                                                                                       |                                                                                          |
| Risultati 2013                                                                   | 2013-09-29 | 26.8                                                                                     | 24.0                                                                                     | 20.5                                                                                     | 12.4                                                                                     | 5.0                                                                                      | n.c.                                                                                     | n.c.                                                                                     | 11.3                                                                                     | 2.8                                                                                      |                                                                                          |

### Da gennaio 2017 al 18 agosto
| Hajek/ATV Archiviato il 14 ottobre 2017 in Internet Archive.      | 2017-08-16 | 27                                                                                           | 32                                                                                           | 24                                                                                           | 5                                                                                            | 6                                                                                            | 4                                                                                            | 2                                                                                            |                                                                                              |                                                                                              |
| Research Affairs/Österreich                                       | 2017-08-15 | 22                                                                                           | 34                                                                                           | 24                                                                                           | 7                                                                                            | 5                                                                                            | 5                                                                                            | 2                                                                                            |                                                                                              |                                                                                              |
|                                                                   | 2017-08-14 | La SPÖ caccia il consulente Tal Silberstein dopo il suo arresto per appropriazione di denaro | La SPÖ caccia il consulente Tal Silberstein dopo il suo arresto per appropriazione di denaro | La SPÖ caccia il consulente Tal Silberstein dopo il suo arresto per appropriazione di denaro | La SPÖ caccia il consulente Tal Silberstein dopo il suo arresto per appropriazione di denaro | La SPÖ caccia il consulente Tal Silberstein dopo il suo arresto per appropriazione di denaro | La SPÖ caccia il consulente Tal Silberstein dopo il suo arresto per appropriazione di denaro | La SPÖ caccia il consulente Tal Silberstein dopo il suo arresto per appropriazione di denaro | La SPÖ caccia il consulente Tal Silberstein dopo il suo arresto per appropriazione di denaro | La SPÖ caccia il consulente Tal Silberstein dopo il suo arresto per appropriazione di denaro |
|                                                                   | 2017-08-10 | L'ex-leader parlamentare del Team Stronach R.Lugar si unisce alla FPO                        | L'ex-leader parlamentare del Team Stronach R.Lugar si unisce alla FPO                        | L'ex-leader parlamentare del Team Stronach R.Lugar si unisce alla FPO                        | L'ex-leader parlamentare del Team Stronach R.Lugar si unisce alla FPO                        | L'ex-leader parlamentare del Team Stronach R.Lugar si unisce alla FPO                        | L'ex-leader parlamentare del Team Stronach R.Lugar si unisce alla FPO                        | L'ex-leader parlamentare del Team Stronach R.Lugar si unisce alla FPO                        | L'ex-leader parlamentare del Team Stronach R.Lugar si unisce alla FPO                        | L'ex-leader parlamentare del Team Stronach R.Lugar si unisce alla FPO                        |
| GfK/Kurier                                                        | 2017-08-08 | 25                                                                                           | 32                                                                                           | 22                                                                                           | 6                                                                                            | 5                                                                                            | 6                                                                                            | 4                                                                                            |                                                                                              |                                                                                              |
| Akonsult/Bezirksblätter                                           | 2017-08-04 | 25                                                                                           | 32                                                                                           | 25                                                                                           | 6                                                                                            | 5                                                                                            | 7                                                                                            | 0                                                                                            |                                                                                              |                                                                                              |
| Market/Der Standard                                               | 2017-08-03 | 25                                                                                           | 33                                                                                           | 24                                                                                           | 7                                                                                            | 5                                                                                            | 4                                                                                            | 2                                                                                            |                                                                                              |                                                                                              |
| Research Affairs/Österreich                                       | 2017-08-02 | 23                                                                                           | 34                                                                                           | 23                                                                                           | 7                                                                                            | 5                                                                                            | 4                                                                                            | 4 (incl. G!LT: 2)                                                                            |                                                                                              |                                                                                              |
| Unique Research/profil                                            | 2017-07-27 | 26                                                                                           | 33                                                                                           | 22                                                                                           | 7                                                                                            | 6                                                                                            | 5                                                                                            | 1                                                                                            |                                                                                              |                                                                                              |
|                                                                   | 2017-07-25 | Pilz presenta la sua lista in conferenza stampa                                              | Pilz presenta la sua lista in conferenza stampa                                              | Pilz presenta la sua lista in conferenza stampa                                              | Pilz presenta la sua lista in conferenza stampa                                              | Pilz presenta la sua lista in conferenza stampa                                              | Pilz presenta la sua lista in conferenza stampa                                              | Pilz presenta la sua lista in conferenza stampa                                              | Pilz presenta la sua lista in conferenza stampa                                              | Pilz presenta la sua lista in conferenza stampa                                              |
| OGM/Kurier                                                        | 2017-07-21 | 26                                                                                           | 32                                                                                           | 26                                                                                           | 7                                                                                            | 5                                                                                            | 2                                                                                            | 2                                                                                            |                                                                                              |                                                                                              |
| Research Affairs/Österreich                                       | 2017-07-20 | 24                                                                                           | 33                                                                                           | 24                                                                                           | 8                                                                                            | 6                                                                                            | –                                                                                            | 5                                                                                            |                                                                                              |                                                                                              |
| Research Affairs/Österreich                                       | 2017-07-20 | 24                                                                                           | 33                                                                                           | 23                                                                                           | 6                                                                                            | 5                                                                                            | 4                                                                                            | 5 (incl. G!LT: 2, Lugar: 1)                                                                  |                                                                                              |                                                                                              |
| Research Affairs/Österreich                                       | 2017-07-18 | 25                                                                                           | 32                                                                                           | 26                                                                                           | 5 1                                                                                          | 6 1                                                                                          | 6                                                                                            | 0                                                                                            |                                                                                              |                                                                                              |
|                                                                   | 2017-07-17 | Peter Pilz lascia i Verdi e pianifica di presentarsi con una lista propria                   | Peter Pilz lascia i Verdi e pianifica di presentarsi con una lista propria                   | Peter Pilz lascia i Verdi e pianifica di presentarsi con una lista propria                   | Peter Pilz lascia i Verdi e pianifica di presentarsi con una lista propria                   | Peter Pilz lascia i Verdi e pianifica di presentarsi con una lista propria                   | Peter Pilz lascia i Verdi e pianifica di presentarsi con una lista propria                   | Peter Pilz lascia i Verdi e pianifica di presentarsi con una lista propria                   | Peter Pilz lascia i Verdi e pianifica di presentarsi con una lista propria                   | Peter Pilz lascia i Verdi e pianifica di presentarsi con una lista propria                   |
| IMAS                                                              | 2017-07-14 | 25                                                                                           | 35                                                                                           | 24                                                                                           | 11                                                                                           | 3                                                                                            | –                                                                                            | 2                                                                                            |                                                                                              |                                                                                              |
| GfK/Kurier                                                        | 2017-07-12 | 25                                                                                           | 32                                                                                           | 22                                                                                           | 7.5                                                                                          | 5                                                                                            | 6.5                                                                                          | 2                                                                                            |                                                                                              |                                                                                              |
| Matzka/NEWS                                                       | 2017-07-12 | 26                                                                                           | 32                                                                                           | 27                                                                                           | 6                                                                                            | 5                                                                                            | –                                                                                            | 4                                                                                            |                                                                                              |                                                                                              |
|                                                                   | 2017-07-08 | La ex-candidata alle presidenziali Irmgard Griss si unisce al NEOS                           | La ex-candidata alle presidenziali Irmgard Griss si unisce al NEOS                           | La ex-candidata alle presidenziali Irmgard Griss si unisce al NEOS                           | La ex-candidata alle presidenziali Irmgard Griss si unisce al NEOS                           | La ex-candidata alle presidenziali Irmgard Griss si unisce al NEOS                           | La ex-candidata alle presidenziali Irmgard Griss si unisce al NEOS                           | La ex-candidata alle presidenziali Irmgard Griss si unisce al NEOS                           | La ex-candidata alle presidenziali Irmgard Griss si unisce al NEOS                           | La ex-candidata alle presidenziali Irmgard Griss si unisce al NEOS                           |
| Research Affairs/Österreich                                       | 2017-07-06 | 24                                                                                           | 34                                                                                           | 25                                                                                           | 8                                                                                            | 5                                                                                            | –                                                                                            | 4                                                                                            |                                                                                              |                                                                                              |
| Research Affairs/Österreich                                       | 2017-07-06 | 23                                                                                           | 34                                                                                           | 25                                                                                           | 6                                                                                            | 4                                                                                            | 5                                                                                            | 3                                                                                            |                                                                                              |                                                                                              |
| IFES Archiviato il 14 ottobre 2017 in Internet Archive. (for SPÖ) | 2017-07-04 | 31                                                                                           | 34                                                                                           | 22                                                                                           | 8                                                                                            | 4                                                                                            | –                                                                                            | 2                                                                                            |                                                                                              |                                                                                              |
| Research Affairs/Österreich                                       | 2017-06-29 | 23                                                                                           | 33                                                                                           | 25                                                                                           | 9                                                                                            | 6                                                                                            | –                                                                                            | 4                                                                                            |                                                                                              |                                                                                              |
| Spectra/OÖN                                                       | 2017-06-29 | 23                                                                                           | 30                                                                                           | 27                                                                                           | 9                                                                                            | 5                                                                                            | –                                                                                            | 6 (incl. TS: 2)                                                                              |                                                                                              |                                                                                              |
| Unique Research/profil                                            | 2017-06-23 | 28                                                                                           | 32                                                                                           | 25                                                                                           | 8                                                                                            | 5                                                                                            | –                                                                                            | 2                                                                                            |                                                                                              |                                                                                              |
| Market/Der Standard                                               | 2017-06-21 | 26                                                                                           | 33                                                                                           | 24                                                                                           | 9                                                                                            | 4                                                                                            | –                                                                                            | 4                                                                                            |                                                                                              |                                                                                              |
| Research Affairs/Österreich                                       | 2017-06-15 | 22                                                                                           | 33                                                                                           | 26                                                                                           | 10                                                                                           | 5                                                                                            | –                                                                                            | 4                                                                                            |                                                                                              |                                                                                              |
|                                                                   | 2017-06-14 | SPÖ annuncia la volontà di formare la coalizione con la FPÖ sotto certe condizione           | SPÖ annuncia la volontà di formare la coalizione con la FPÖ sotto certe condizione           | SPÖ annuncia la volontà di formare la coalizione con la FPÖ sotto certe condizione           | SPÖ annuncia la volontà di formare la coalizione con la FPÖ sotto certe condizione           | SPÖ annuncia la volontà di formare la coalizione con la FPÖ sotto certe condizione           | SPÖ annuncia la volontà di formare la coalizione con la FPÖ sotto certe condizione           | SPÖ annuncia la volontà di formare la coalizione con la FPÖ sotto certe condizione           | SPÖ annuncia la volontà di formare la coalizione con la FPÖ sotto certe condizione           | SPÖ annuncia la volontà di formare la coalizione con la FPÖ sotto certe condizione           |
| Hajek/ATV                                                         | 2017-06-08 | 26                                                                                           | 34                                                                                           | 24                                                                                           | 9                                                                                            | 5                                                                                            | –                                                                                            | 2                                                                                            |                                                                                              |                                                                                              |
| Research Affairs/Österreich                                       | 2017-06-02 | 21                                                                                           | 34                                                                                           | 26                                                                                           | 10                                                                                           | 6                                                                                            | –                                                                                            | 3                                                                                            |                                                                                              |                                                                                              |
| meinungsraum.at (per il NEOS)                                     | 2017-05-31 | 28                                                                                           | 31                                                                                           | 24                                                                                           | 9                                                                                            | 6                                                                                            | –                                                                                            | 2                                                                                            |                                                                                              |                                                                                              |
| Market/Der Standard                                               | 2017-05-23 | 27                                                                                           | 32                                                                                           | 25                                                                                           | 9                                                                                            | 5                                                                                            | –                                                                                            | 2                                                                                            |                                                                                              |                                                                                              |
|                                                                   | 2017-05-19 | Felipe I. eletto nuovo leader dei Verdi, Ulrike Lunacek eletto capolista                     | Felipe I. eletto nuovo leader dei Verdi, Ulrike Lunacek eletto capolista                     | Felipe I. eletto nuovo leader dei Verdi, Ulrike Lunacek eletto capolista                     | Felipe I. eletto nuovo leader dei Verdi, Ulrike Lunacek eletto capolista                     | Felipe I. eletto nuovo leader dei Verdi, Ulrike Lunacek eletto capolista                     | Felipe I. eletto nuovo leader dei Verdi, Ulrike Lunacek eletto capolista                     | Felipe I. eletto nuovo leader dei Verdi, Ulrike Lunacek eletto capolista                     | Felipe I. eletto nuovo leader dei Verdi, Ulrike Lunacek eletto capolista                     | Felipe I. eletto nuovo leader dei Verdi, Ulrike Lunacek eletto capolista                     |
| Unique Research/profil                                            | 2017-05-19 | 27                                                                                           | 33                                                                                           | 26                                                                                           | 8                                                                                            | 5                                                                                            | –                                                                                            | 1                                                                                            |                                                                                              |                                                                                              |
|                                                                   | 2017-05-18 | La leader dei Verdi si dimette                                                               | La leader dei Verdi si dimette                                                               | La leader dei Verdi si dimette                                                               | La leader dei Verdi si dimette                                                               | La leader dei Verdi si dimette                                                               | La leader dei Verdi si dimette                                                               | La leader dei Verdi si dimette                                                               | La leader dei Verdi si dimette                                                               | La leader dei Verdi si dimette                                                               |
| OGM/Kurier                                                        | 2017-05-18 | 28                                                                                           | 31                                                                                           | 26                                                                                           | 9                                                                                            | 4                                                                                            | –                                                                                            | 2                                                                                            |                                                                                              |                                                                                              |
| Unique Research/Heute                                             | 2017-05-18 | 26                                                                                           | 33                                                                                           | 26                                                                                           | 8                                                                                            | 5                                                                                            | –                                                                                            | 2                                                                                            |                                                                                              |                                                                                              |
| Research Affairs/Österreich                                       | 2017-05-18 | 20                                                                                           | 35                                                                                           | 26                                                                                           | 9                                                                                            | 7                                                                                            | –                                                                                            | 3                                                                                            |                                                                                              |                                                                                              |
| meinungsraum.at/ORF 2                                             | 2017-05-17 | 22                                                                                           | 26                                                                                           | 21                                                                                           | 5                                                                                            | 5                                                                                            | –                                                                                            | 2                                                                                            |                                                                                              |                                                                                              |
|                                                                   | 2017-05-16 | Le elezioni parlamentari sono annunciate per il 15 Ottobre 2017                              | Le elezioni parlamentari sono annunciate per il 15 Ottobre 2017                              | Le elezioni parlamentari sono annunciate per il 15 Ottobre 2017                              | Le elezioni parlamentari sono annunciate per il 15 Ottobre 2017                              | Le elezioni parlamentari sono annunciate per il 15 Ottobre 2017                              | Le elezioni parlamentari sono annunciate per il 15 Ottobre 2017                              | Le elezioni parlamentari sono annunciate per il 15 Ottobre 2017                              | Le elezioni parlamentari sono annunciate per il 15 Ottobre 2017                              | Le elezioni parlamentari sono annunciate per il 15 Ottobre 2017                              |
|                                                                   | 2017-05-14 | Sebastian Kurz eletto leader dell'OVP, annuncia la costituzione di una lista propria         | Sebastian Kurz eletto leader dell'OVP, annuncia la costituzione di una lista propria         | Sebastian Kurz eletto leader dell'OVP, annuncia la costituzione di una lista propria         | Sebastian Kurz eletto leader dell'OVP, annuncia la costituzione di una lista propria         | Sebastian Kurz eletto leader dell'OVP, annuncia la costituzione di una lista propria         | Sebastian Kurz eletto leader dell'OVP, annuncia la costituzione di una lista propria         | Sebastian Kurz eletto leader dell'OVP, annuncia la costituzione di una lista propria         | Sebastian Kurz eletto leader dell'OVP, annuncia la costituzione di una lista propria         | Sebastian Kurz eletto leader dell'OVP, annuncia la costituzione di una lista propria         |
| IFES (per la SPÖ)                                                 | 2017-05-14 | 28                                                                                           | 28                                                                                           | 26                                                                                           | 12                                                                                           | 5                                                                                            | –                                                                                            | 1                                                                                            |                                                                                              |                                                                                              |
| Research Affairs/Österreich                                       | 2017-05-12 | 21                                                                                           | 35                                                                                           | 25                                                                                           | 9                                                                                            | 7                                                                                            | –                                                                                            | 3                                                                                            |                                                                                              |                                                                                              |
|                                                                   | 2017-05-12 | Sebastian Kurz annuncia che diventerà leader dell'OVP e che vuole elezioni anticipate        | Sebastian Kurz annuncia che diventerà leader dell'OVP e che vuole elezioni anticipate        | Sebastian Kurz annuncia che diventerà leader dell'OVP e che vuole elezioni anticipate        | Sebastian Kurz annuncia che diventerà leader dell'OVP e che vuole elezioni anticipate        | Sebastian Kurz annuncia che diventerà leader dell'OVP e che vuole elezioni anticipate        | Sebastian Kurz annuncia che diventerà leader dell'OVP e che vuole elezioni anticipate        | Sebastian Kurz annuncia che diventerà leader dell'OVP e che vuole elezioni anticipate        | Sebastian Kurz annuncia che diventerà leader dell'OVP e che vuole elezioni anticipate        | Sebastian Kurz annuncia che diventerà leader dell'OVP e che vuole elezioni anticipate        |
|                                                                   | 2017-05-10 | Il Vice-cancelliere Reinhold Mitterlehner si dimette                                         | Il Vice-cancelliere Reinhold Mitterlehner si dimette                                         | Il Vice-cancelliere Reinhold Mitterlehner si dimette                                         | Il Vice-cancelliere Reinhold Mitterlehner si dimette                                         | Il Vice-cancelliere Reinhold Mitterlehner si dimette                                         | Il Vice-cancelliere Reinhold Mitterlehner si dimette                                         | Il Vice-cancelliere Reinhold Mitterlehner si dimette                                         | Il Vice-cancelliere Reinhold Mitterlehner si dimette                                         | Il Vice-cancelliere Reinhold Mitterlehner si dimette                                         |
| Market/Der Standard                                               | 2017-05-08 | 28                                                                                           | 21                                                                                           | 29                                                                                           | 11                                                                                           | 7                                                                                            | –                                                                                            | 4 (incl. TS: 1)                                                                              |                                                                                              |                                                                                              |
| Research Affairs/Österreich                                       | 2017-04-28 | 29                                                                                           | 22                                                                                           | 32                                                                                           | 8                                                                                            | 6                                                                                            | –                                                                                            | 3                                                                                            |                                                                                              |                                                                                              |
| Unique Research/profil                                            | 2017-04-27 | 28                                                                                           | 23                                                                                           | 32                                                                                           | 9                                                                                            | 6                                                                                            | –                                                                                            | 2                                                                                            |                                                                                              |                                                                                              |
| Spectra/OÖN                                                       | 2017-04-22 | 28                                                                                           | 21                                                                                           | 30                                                                                           | 12                                                                                           | 4                                                                                            | –                                                                                            | 5 (incl. TS: 1)                                                                              |                                                                                              |                                                                                              |
| IMAS/Kronen Zeitung                                               | 2017-04-20 | 25–27                                                                                        | 25–27                                                                                        | 26–28                                                                                        | 13–15                                                                                        | 4–6                                                                                          | –                                                                                            | 1–3                                                                                          |                                                                                              |                                                                                              |
| Research Affairs/Österreich                                       | 2017-04-13 | 30                                                                                           | 21                                                                                           | 32                                                                                           | 9                                                                                            | 5                                                                                            | –                                                                                            | 3                                                                                            |                                                                                              |                                                                                              |
| GfK Archiviato il 14 ottobre 2017 in Internet Archive. (for ÖVP)  | 2017-04-07 | 29–30                                                                                        | 23–24                                                                                        | 27–28                                                                                        | 10–11                                                                                        | 4–5                                                                                          | –                                                                                            | 4–5                                                                                          |                                                                                              |                                                                                              |
| Research Affairs/Österreich                                       | 2017-04-01 | 28                                                                                           | 20                                                                                           | 33                                                                                           | 11                                                                                           | 5                                                                                            | –                                                                                            | 3                                                                                            |                                                                                              |                                                                                              |
| Market/Der Standard                                               | 2017-03-19 | 29                                                                                           | 20                                                                                           | 30                                                                                           | 12                                                                                           | 6                                                                                            | –                                                                                            | 3                                                                                            |                                                                                              |                                                                                              |
| Unique Research/profil                                            | 2017-03-18 | 29                                                                                           | 22                                                                                           | 31                                                                                           | 12                                                                                           | 5                                                                                            | –                                                                                            | 1                                                                                            |                                                                                              |                                                                                              |
| Research Affairs/Österreich                                       | 2017-03-17 | 29                                                                                           | 19                                                                                           | 33                                                                                           | 12                                                                                           | 6                                                                                            | –                                                                                            | 1                                                                                            |                                                                                              |                                                                                              |
| Research Affairs/Österreich                                       | 2017-03-03 | 29                                                                                           | 19                                                                                           | 33                                                                                           | 11                                                                                           | 6                                                                                            | –                                                                                            | 2                                                                                            |                                                                                              |                                                                                              |
| Unique Research/profil                                            | 2017-02-18 | 29                                                                                           | 20                                                                                           | 31                                                                                           | 11                                                                                           | 6                                                                                            | –                                                                                            | 3                                                                                            |                                                                                              |                                                                                              |
| Research Affairs/Österreich                                       | 2017-02-16 | 28                                                                                           | 19                                                                                           | 34                                                                                           | 11                                                                                           | 6                                                                                            | –                                                                                            | 2                                                                                            |                                                                                              |                                                                                              |
| Research Affairs/Österreich                                       | 2017-02-04 | 29                                                                                           | 20                                                                                           | 33                                                                                           | 10                                                                                           | 6                                                                                            | –                                                                                            | 2                                                                                            |                                                                                              |                                                                                              |
| Research Affairs/Österreich                                       | 2017-01-07 | 27                                                                                           | 18                                                                                           | 34                                                                                           | 12                                                                                           | 7                                                                                            | –                                                                                            | 2                                                                                            |                                                                                              |                                                                                              |

## Risultati
| Liste                                   | Voti      | %     | Seggi |
| --------------------------------------- | --------- | ----- | ----- |
| Partito Popolare Austriaco - Lista Kurz | 1 595 526 | 31,47 | 62    |
| Partito Socialdemocratico d'Austria     | 1 361 746 | 26,86 | 52    |
| Partito della Libertà Austriaco         | 1 316 442 | 25,97 | 51    |
| NEOS                                    | 268 518   | 5,30  | 10    |
| Jetzt - Lista Pilz                      | 223 543   | 4,41  | 8     |
| I Verdi                                 | 192 638   | 3,80  | –     |
| Meine Stimme Gilt!                      | 48 234    | 0,95  | –     |
| Partito Comunista d'Austria             | 39 689    | 0,78  | –     |
| Die Weißen                              | 9 167     | 0,18  | –     |
| Freie Liste Österreich                  | 8 889     | 0,18  | –     |
| Nuovo Movimento per il Futuro           | 2 724     | 0,05  | –     |
| Altri <0,05%                            | 2 813     | 0,06  | –     |
| Totale                                  | 5 069 929 | 100   | 183   |

| Riepilogo dei voti (+/- elezioni 2013)  | Riepilogo dei voti (+/- elezioni 2013) | Riepilogo dei voti (+/- elezioni 2013) | Riepilogo dei voti (+/- elezioni 2013) | Riepilogo dei voti (+/- elezioni 2013) | Riepilogo dei voti (+/- elezioni 2013) | Riepilogo dei voti (+/- elezioni 2013) |
| --------------------------------------- | -------------------------------------- | -------------------------------------- | -------------------------------------- | -------------------------------------- | -------------------------------------- | -------------------------------------- |
| Partito Popolare Austriaco              | Partito Popolare Austriaco             | Partito Popolare Austriaco             |                                        |                                        | 31,47%                                 | ▲ 7,48                                 |
| Partito Socialdemocratico d'Austria     | Partito Socialdemocratico d'Austria    | Partito Socialdemocratico d'Austria    |                                        |                                        | 26,86%                                 | ▲ 0,04                                 |
| Partito della Libertà Austriaco         | Partito della Libertà Austriaco        | Partito della Libertà Austriaco        |                                        |                                        | 25,97%                                 | ▲ 5,46                                 |
| NEOS                                    | NEOS                                   | NEOS                                   |                                        |                                        | 5,30%                                  | ▲ 0,34                                 |
| Jetzt - Lista Pilz                      | Jetzt - Lista Pilz                     | Jetzt - Lista Pilz                     |                                        |                                        | 4,41%                                  | ▲ 4,41                                 |
| I Verdi                                 | I Verdi                                | I Verdi                                |                                        |                                        | 3,80%                                  | ▼ 8,62                                 |
| Altri <1,00%                            | Altri <1,00%                           | Altri <1,00%                           |                                        |                                        | 2,20%                                  | ▲ 1,18                                 |
| Riepilogo dei seggi (+/- elezioni 2013) |                                        |                                        |                                        |                                        |                                        |                                        |
|                                         |                                        |                                        |                                        |                                        |                                        |                                        |
| SPÖ                                     | 52                                     | ━                                      |                                        | Jetzt                                  | 8                                      | ▲ 8                                    |
| NEOS                                    | 10                                     | ▲ 1                                    |                                        | ÖVP                                    | 62                                     | ▲ 15                                   |
| FPÖ                                     | 51                                     | ▼ 11                                   |                                        | Die Grünen                             | 0                                      | ▼ 24                                   |

## Distribuzione del voto

Risultati a livello statale
Risultati a livello di sub-circoscrizionale
Risultati a livello distrettuale
Risultati a livello comunale